# 이시미네역
이시미네역(일본어: 石嶺駅)은 일본 오키나와현 나하시에 있는 오키나와 도시 모노레일의 철도역으로, 역 번호는 16이다.

### 승강장
| 1 | ■ 오키나와 도시 모노레일 선 | 데다코우라니시 방면 |
| 2 | ■ 오키나와 도시 모노레일 선 | 나하공항 방면       |

## 역의 역사
- 2012년 1월 25일 - 이시미네역(가칭) 포함한 연장구간의 궤도사업특허가 인가됨[1]
- 2013년 11월 2일 - 연장구간의 기공식 실시[2]
- 2014년 12월 26일 - 역명이 '이시미네역'으로 정식 결정[3]
- 2019년 10월 1일 - 슈리역 - 데다코우라니시역 간 연장노선이 개통되어, 당역 영업 개시[4]

## 인접한 역들
| 오키나와 도시 모노레일 선 | 오키나와 도시 모노레일 선 | 오키나와 도시 모노레일 선  |
| ------------------------- | ------------------------- | -------------------------- |
| 슈리 나하공항 방면        |                           | 교즈카 데다코우라니시 방면 |